# آناتولی بیکوف
آناتولی بیکوف (روسی: Анатолий Михайлович Быков؛ زادهٔ ۶ اوت ۱۹۵۳) کشتی‌گیر فرنگی اهل شوروی بود.
وی در مسابقات کشوری و بین‌المللی در مجموع برندهٔ ۲ مدال طلا، ۲ مدال نقره شده‌است.